# 宋瑛
宋瑛（14世纪？—1449年），定遠人，明朝軍事將領、駙馬都尉，西寧侯，追封鄆國公。

## 生平
永乐年间，娶咸寧公主，任駙馬都尉。
父亲逝世后，宋瑛繼承西寧侯爵位。正統年間，掌左軍都督府事。
瓦剌也先入侵時，宋瑛擔任總兵官，總督大同守將朱冕、石亨等在陽和交戰，后全軍覆沒，朱冕、宋瑛均戰死。后贈鄆國公，謚忠順。他与咸宁公主之子宋杰承袭西宁侯。